# Pedro G. de las Heras
Pedro G. de las Heras. (29 de mayo de 1958) es un actor y director teatral nacido en Torrelaguna, Madrid. Está diplomado por la Real Escuela Superior de Arte Dramático de Madrid. (RESAD)

## Teatro

### Actor
| - 400 días sin luz (2022) dir: Raquel Alarcón - Celia en la revolución (2018) dir: María Folguera - Don Juan en Alcala (2018) dir: Yayo Cáceres - Espía a una mujer que se mata (2018) dir: Daniel Veronese - Eloísa está debajo de un almendro (2016) dir: Mariano de Paco Serrano - Carlota (2013) dir: Mariano de Paco Serrano - Para bellum (2009) dir: Mariano de Paco Serrano - La vida es sueño (2008) dir: Lluís d´Ors - La fierecilla domada (2008) dir: Mariano de Paco Serrano - Presas (2007) dir: Ernesto Caballero - La boda y el baile de Luis Alonso (2006) dir: Santiago Sánchez - Scaramouche (2006) dir: Luis Polo - Diatriba de amor contra un hombre sentado (2005) dir: José Carlos Plaza - Cara de plata (2005) dir: Ramón Simó - Macbeth (2004) dir: María Ruiz - Las bicicletas son para el verano (2006) dir: Luis Olmos - El verdugo (2000) dir: Luis Olmos. - Descalzos por el parque (1999) dir: Pilar Massa. - Crimen y castigo (1998) dir: José Carlos Plaza - Retablillo de don Cristóbal (1998)Alicia Hermida y Jaime Losada. - El avaro (1997) dir: José Carlos Plaza - La boda de los pequeños burgueses (1995) dir: Luis Olmos | - Terror y miseria del Tercer Reich(1995) dir: José Pascual - Queridos míos, es preciso contaros ciertas cosas (1994) dir: Carmen Portacelli - La última escena dir: Ernesto Caballero - Marat-Sade dir: Miguel Narros - La vida es sueño dir: Amaya Curieses y José Maya - La fiesta barroca dir: Miguel Narros - Operación Ópera dir: Juan Antonio Vizcaíno - El rufián Cartucho dir: Amaya Curieses y José Maya - El hijo pródigo dir: Amaya Curieses y José Maya - La cisma de Inglaterra dir: Amaya Curieses y José Maya - Con quien vengo, vengo dir: Amaya Curieses y José Maya - Amor mortal dir: Anne Serrano - Hamlet dir: Ignacio García May - Chantecler dir: Juan Antonio Vizcaíno - El rey Juan dir: José Estruch - La locandiera dir: Juan Antonio Hormigón - Madre (el drama padre) dir: José Estruch - Voces de gesta dir: José Estruch - El perro del hortelano dir: José Estruch |

### Director
- Rumores De: Neil Simon
  - Con: Yolanda Arestegui, Jesús Cisneros, Isabel Gaudi, Fernando Albizu, Carmen Navarro, José Luis Mosquera, Cristina Peña, Antonio Vico, Aitor Legardón y Gabriela Cobos.

- Don Juan De: José Zorrilla / Versión: Pedro G. de las Heras
  - Con: Jesús Cisneros, Savitri Ceballos, Paco Churruca, Ismael Martinez, Paco Torres, Raúl Tejón, Alfonso Asenjo y Saúl Rodríguez

- Desnudos en la cocina De: Agnès Jaoui y Pierre Bacri
  - Con: Pedro Reyes, Lola Baldrich, María Lanao, Antonio Vico, Josu Ormaeche

- Los chicos de la banda De: Mart Crowley
  - Con: Manuel Bandera, Alejandro Tous, Pep Pascual, Ismael Martínez, Emilio Linder, Emilio Buale, Jesús Cisneros, José Ramón Villar, Enrique del Pozo, Jesús Ruyman, Miguel Ortiz, Marcos Castillo

- Federica de Bramante o las florecillas del fango de Tono y Jorge Llopis
  - Con: Jesús Cisneros, Ana Escribano, Ángel Padilla, Encarna Gómez, Lucía Vilanova, Fernando Albizu, Yolanda Arestegui, Jesús Calvo, Charo Reina, Cristina Castaño y Antonio Albella

- Las mil peores poesías de la lengua castellana
  - Con: Marta Puig y Jaime Blanch

#### ConXexil Body Milk
| - Niebla en el bigote - Las Criadas - La Corte de Faraón:¡¡Otra vez no!! - Los extremeños se tocan - El rey que rabió - Historia de un hombre (Versión de El hombre de la Tierra - El otro lado de la cama - El sobre verde - Una duda razonable (Versión de Doce hombres sin piedad) - Cinco minutos nada menos - Las bicicletas son para el verano - Alesio - Las visitas deberían estar prohibidas por el código penal - Aquí no paga nadie - Los ladrones somos gente honrada - La casa de Bernarda Alba - La venganza de don Mendo - Un paseo por la gran vía - La importancia de llamarse Ernesto - Cuatro corazones con freno y marcha atrás - Los caciques | - Los Pelópidas - De barrenderos, ladrones y policías - Madre (el drama padre) - La boda (de los pequeños burgueses) - Agua, azucarillos y aguardiente - El enfermo imaginario - ¡Abre el ojo! - ¡Ay, Carmela! - Una casa de líos - El sueño de una noche de verano - Bajarse al moro - Las Leandras - Del Madrid castizo - El diluvio que viene - La corte de Faraón |

### Ayudante de dirección
| - María Ruiz: - - Próspero sueña Julieta - La noche de la iguana - Macbeth - La Serrana de la Vera - Don Juan en Alcalá (XV y XVII Ediciones) - Josep Maria Mestres: - - Baraka | - Celso Cleto: - - La curva de la felicidad - Sebastián Junyent - - Pa siempre - Pilar Massa: - - Tonta del culo - Descalzos por el parque |

## Televisión
| - La línea invisible - El ministerio del tiempo - Otros mundos - Centro médico - La catedral del mar - El fin de la comedia - Velvet - Gran Hotel - Bandolera - Amar en tiempos revueltos - La familia Mata - Amar en tiempos revueltos - SMS - Hospital Central - Ley y orden - Manos a la obra - La casa de los líos - Turno de Oficio II | - Lucrecia - Crónicas del mal - "El ascensor" - El amor es algo maravilloso - Crónicas urbanas - "Un negocio familiar" - Vivir cada día - "Historia de Al" |

## Cine
- Los años bárbaros Fernando Colomo
- Pídele cuentas al rey José Antonio Quirós

## Premios
- Premio de la Unión de Actores, actor de reparto, 2000, por El verdugo. Nominado.
- Premio de la Unión de Actores, actor de reparto, 1999, por Descalzos por el parque. Ganador.

- Datos: Q6068847